# Cristian Bonilla
Cristian Harson Bonilla Garzón (Manizales, 2 juni 1993) is een Colombiaans voormalig voetballer die speelde als doelman. Tussen 2009 en 2022 was hij actief voor Boyacá Chicó, Atlético Nacional, La Equidad, opnieuw Atlético Nacional, opnieuw La Equidad, Al-Feiha, opnieuw La Equidad, Millonarios, opnieuw La Equidad en San Antonio.

## Clubcarrière
Bonilla doorliep tot 2009 de jeugdopleiding bij Boyacá Chicó en vanaf die zomer speelde hij bij het eerste elftal van die club. Op zestienjarige leeftijd debuteerde de doelman als professioneel voetballer. In 2010 beweerde hij dat een transfer naar het Engelse Manchester City slechts een kwestie van tijd zou zijn, al zou het die zomer niet komen tot een overgang. Pas in 2012 verkaste Bonilla, maar hij trok destijds naar Atlético Nacional, waarmee hij in zijn eerste seizoen aldaar niet alleen de Categoría Primera A won, maar ook de Copa Colombia. In 2015 kwam hij uit voor La Equidad en keerde daarna terug bij Atlético Nacional. In juli 2017 huurde La Equidad hem voor één jaar. Na afloop van dit seizoen nam Al-Feiha hem over. Medio 2019 keerde hij terug bij La Equidad, waar hij ook weer naartoe vertrok na een kort uitstapje naar Millonarios. Bonilla werd in januari 2022 aangetrokken door zijn tweede buitenlandse club, namelijk San Antonio. De doelman zette twee maanden later op achtentwintigjarige leeftijd een punt achter zijn actieve loopbaan.

## Interlandcarrière
Bonilla maakte deel uit van de Colombiaanse selectie die in 2011 deelnam aan het WK –20 in eigen land. Daar verloor de ploeg van bondscoach Eduardo Lara in de kwartfinale van de latere nummer drie Mexico (3–1). Twee jaar later maakte hij eveneens deel uit van de selectie van Colombia –20 op het WK –20 in Turkije. Daar verloor de ploeg van bondscoach Carlos Restrepo in de achtste finales na strafschoppen van Zuid-Korea.